# Annette L. Carlström
Annette L. Carlström (1957) es una botánica sueca, que trabaja como científica en el Departamento de Botánica Sistemática, de la Universidad de Lund.

## Algunas publicaciones
- 1985. Two New Species of Sedum (Crassulaceae) from S Greece and SW Turkey. Willdenowia 15 (1 ): 107-113
- 1986a. A revision of the Campanula drabifolia complex (Campanulaceae). Willdenowia 15 : 375–387
- 1986b. New Taxa and Notes from the SE Aegean Area and SW Turkey. Willdenowia 16 (1 ): 73-78
- Ulander, lmh, al Carlström, j Askne. 1995. Effect of frost flowers, rough saline snow and slush on the ERS-1 SAR backscatter of thin Arctic sea-ice. Int. J. Remote Sensing 16 ( 17) : 3287-3305
- 1996. Endemic and Threatened Plant Species on the Granitic Seychelles. Seychelles Government report.

### Libros
- 1987. A survey of the flora and phytogeography of Rodhos, Simi, Tilos and the Marmaris Peninsula (SE Greece, SW Turkey). Department of Systematic Botany, University of Lund, 302 pp.

- La abreviatura «Carlström» se emplea para indicar a Annette L. Carlström como autoridad en la descripción y clasificación científica de los vegetales.[1]